# Frederick Keeping
Frederick Keeping (11. srpna 1867, Pennington, Hampshire – 21. února 1950, Lymington, Hampshire) byl britský cyklista, který se účastnil Letních olympijských her 1896 v Athénách, na nichž v závodě na 12 hodin na dráze získal stříbrnou medaili.

## Životopis a rodina
Stejně jako jeho kamarád Edward Battel sloužil Keeping na britské ambasádě v Athénách. To zavdalo příčinu k některým dohadům jež tvrdily, že tito dva cyklisté byli profesionály, protože si na živobytí vydělávali prací. – Po návratu do Anglie si Keeping otevřel obchod s cyklistickými potřebami a garáže v Milfordu-on-Sea. Syn Edwarda Keepinga Michael Keeping hrál fotbal za Southampton FC a Fulham FC, v letech 1948 – 1950 byl trenérem Realu Madrid a později působil v Dánsku, Nizozemsku, Francii a Anglii.

## Olympijské hry 1896
11. dubna 1896 byl Keeping přihlášen do časovky na jedno kolo (333 a třetinu metru), která byla předchůdkyní klasických závodů na 1 kilometr s pevným startem. Nejrychlejším sprinterem byl Paul Masson z Francie, Keeping byl s časem 27 sekund klasifikován na děleném 5. – 7. místě.
13. dubna 1896 panovalo v celém Řecku nepříznivé počasí, pršelo, bylo chladno a větrno, v horách dokonce napadl sníh. Tento den se měly konat i závody ve veslování, které byly zrušeny. Za těchto podmínek se ale uskutečnil na velodromu v Pireu závod v jízdě na 12 hodin. Vzhledem k náročnosti trati bylo povoleno použít vodiče, kteří by za sebou několik kol táhli unavené závodníky. Do čela se záhy probojoval Rakušan Adolf Schmal, který byl dříve známý spíše jako šermíř. Řecké závodníky předjel o jedno kolo po pěti kolech, Keepinga, který se držel na druhém místě, předjel v 10. kole. Pak se už drželi pospolu. Vzhledem k nepřízni počasí zůstali v závodě sami. Znudění a promrzlí diváci odcházeli předčasně domů. Schmal nakonec zaspurtoval a zvýšil konečný náskok na dvě kola, Keeping získal stříbrnou olympijskou medaili, třetí místo již vyhlášeno nebylo.